# Bernhard von Cotta

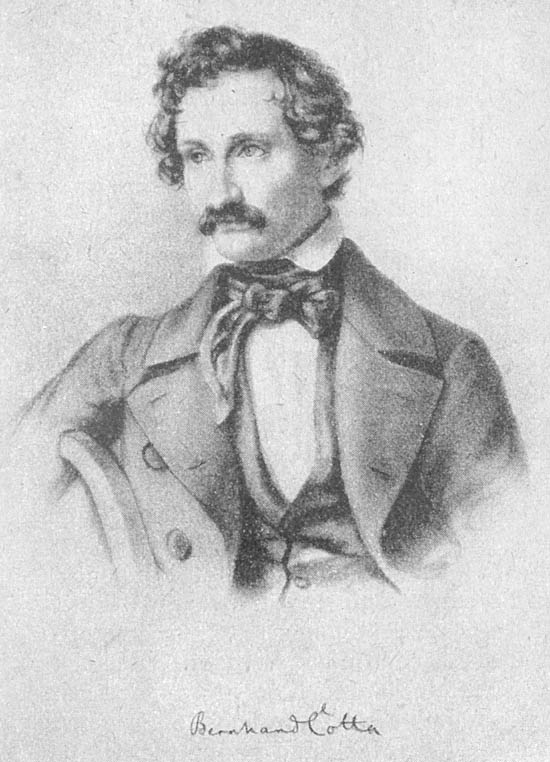
Bernhard von Cotta (1847)

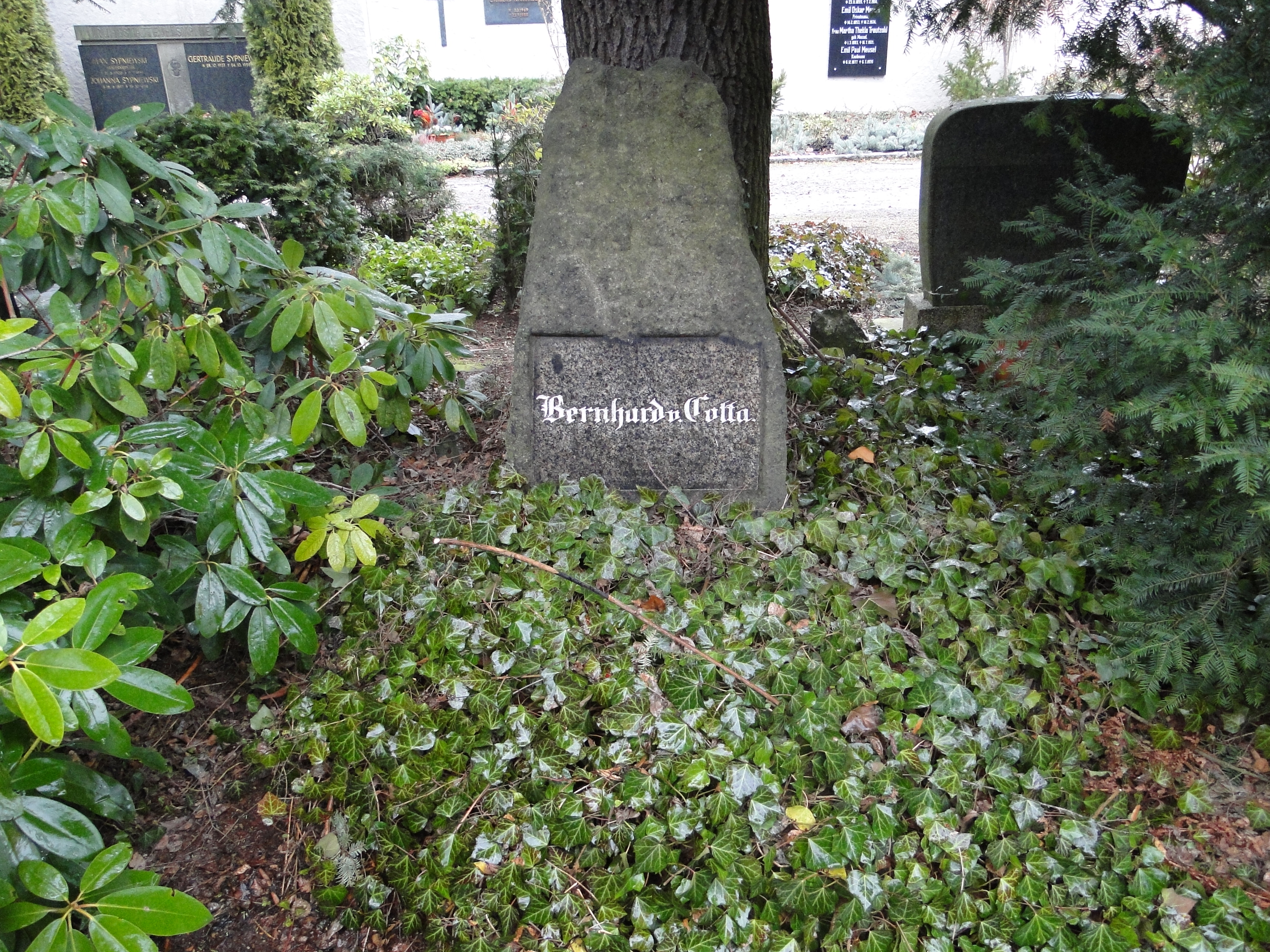
Graf van Bernhard von Cotta

Carl Bernhard von Cotta, ook wel bekend als Bernhard von Cotta (24 oktober 1808 – 14 september 1879), was een in zijn tijd beroemd Duits geoloog en mijnbouwkundige.
Hij volgde zijn opleiding aan de Bergakademie Freiberg (nu Technische Universität Bergakademie Freiberg) en de Universiteit van Heidelberg. Ook volgde hij lessen aan de Forstliche Hochschule van Tharandt, opgericht door zijn vader Heinrich Cotta (zelf een vermaard wetenschapper op het gebied van bossen en bosbouw).
Bernhard von Cotta was van 1842 tot 1874 als professor in de geologie verbonden aan de Bergacademie in Freiberg. Hij werd gezien als een uitstekend docent en onder zijn leerlingen in Freiburg was onder meer de Afrikaans-Nederlandse Aquasi Boachi. Von Cotta publiceerde bovendien een groot aantal belangrijke wetenschappelijke werken over zijn vakgebied. Samen met professor Carl Friedrich Naumann werkte hij ruim elf jaar aan een herziene geologische kaart van Sachsen, die zij in 1847 voltooiden. De publicatie van het Engelstalige Rocks classified and described: a Treatise on Lithology (in 1866 vertaald door Philip Henry Lawrence) betekende destijds een sterke impuls voor onderzoek naar gesteenten in het Verenigd Koninkrijk van Groot-Brittannië en Ierland.

## Vernoeming
Dorsum von Cotta, een marerug op de Maan.

## Publicaties
- Die Dendrolithen, 1832
- Geognostische Karte von Sachsen, 1832-1845
- Geognostische Wanderungen, Bd. 1-2, 1836 - 1838
- Anleitung zum Studium der Geologie und Geognosie, 1839
- Geognostische Karte von Thüringen, 1843-1848
- Gangstudien, Bd. 1-4, 1850-1862
- Briefe über Humboldts Kosmos, 1850-1860
- Gesteinslehre, Bd. 1-2, 1855, 1866
- Lehre von den Flözformationen, 1856
- Deutschlands Boden, sein geologischer Bau und dessen Einwirkung auf das Leben des Menschen, Bd. 1-2, 1854 u. 1858
- Lehre von den Erzlagerstätten, Bd.1-2, 1859-1861, 1870
- Katechismus der Geologie, 1861
- Geologie der Gegenwart, 1865
- Der Altai, sein geologischer Bau und seine Erzlagerstätten, 1871
- Geologische Bilder, 1876

- Biblioteca Nacional de España: XX1234461
- Bibliothèque nationale de France: cb15365977w (data)
- Author citation (botany): Cotta
- CiNii: DA09197006
- Gemeinsame Normdatei: 118522396
- International Standard Name Identifier: 0000 0001 0887 3621
- Library of Congress Control Number: n84057643
- Nationale Bibliotheek van Letland: 000300922
- Nationale Bibliotheek van Tsjechië: xx0145780
- Nationale Bibliotheek van Israël: 987007277825905171
- Nationale Bibliotheek van Polen: a0000002128962
- Nederlandse Thesaurus van Auteursnamen: 067546730
- LIBRIS: 182905
- SNAC: w6sp303b
- Système universitaire de documentation: 081485492
- Virtual International Authority File: 35247824
- WorldCat: E39PBJxH3cqGycTVjvwyGGdJDq